# Nevza U19-mästerskapet (damer)
Nevza U19-mästerskapet är en volleybollturnering arrangerad av Nevza för medlemsföreningars U19-damlandslag. Vinnaren kvalificerar sig för U20-EM följande år.

## Upplagor
| Säsong | Säsong    | Podium  | Podium   | Podium  |
| År     | Spelplats | Guld    | Silver   | Brons   |
| ------ | --------- | ------- | -------- | ------- |
| 2010   |           | Danmark | Färöarna | Island  |
| 2011   |           | Danmark | Färöarna | Island  |
| 2012   |           | Danmark | Norge    | Island  |
| 2013   |           | Danmark | Sverige  | Norge   |
| 2014   | Ikast     | Sverige | Norge    | Danmark |
| 2015   | Ikast     | Sverige | Finland  | Danmark |
| 2016   | Kettering | Danmark | Norge    | Island  |
| 2017   | Kettering | Danmark | Sverige  | Norge   |
| 2018   | Kettering | Sverige | Norge    | Danmark |
| 2019   | Kuortane  | Finland | Danmark  | Sverige |
| 2021   | Rovaniemi | Finland | Sverige  | Danmark |
| 2022   | Rovaniemi | Finland | Danmark  | Sverige |
| 2023   | Rovaniemi | Sverige | Finland  | Norge   |

## Medaljliga
| Pos. | Lag      | Guld | Silver | Brons |
| ---- | -------- | ---- | ------ | ----- |
| 1    | Danmark  | 6    | 2      | 4     |
| 2    | Sverige  | 4    | 3      | 2     |
| 3    | Finland  | 3    | 2      | -     |
| 4    | Norge    | -    | 4      | 3     |
| 5    | Färöarna | -    | 2      | -     |
| 6    | Island   | -    | -      | 4     |